# Mathilde Krim
Mathilde Krim   (Como, 9 de juliol de 1926 - Kings Point, 15 de gener de 2018) va ser investigadora mèdica i educadora de la salut, membre de l'equip que va desenvolupar per primera vegada un mètode per a la determinació prenatal del sexe. Quan es van detectar en 1981 els primers casos de SIDA es va dedicar a augmentar la consciència del públic sobre aquesta malaltia, comprendre millor la seva causa, les vies de transmissió i el seu patró epidemiològic. Va ser presidenta fundadora d'amfAR, Fundació Americana per la Investigació sobre la Sida.

## Biografia
Mathilde Krim va néixer a l'illa de Como (Itàlia) el 7 de juliol de 1926. Va ser la primera dels quatre fills d'Elizabeth Rosa Krause i Eugene Emmanuel Galland. Quan encara era una nena, els seus pares es van traslladar a Ginebra, Suïssa. Després d'acabar l'escola secundària a l'École Supérieure des Jeunes Filles, va començar a estudiar a la Facultat de Biologia a la Universitat de Ginebra, malgrat les objeccions dels seus pares. Un cop es va graduar, va emprendre els estudis en la microgràfica electrònica excepcionalment difícils dels cromosomes d'alguns organismes. Per a aquests últims estudis se li va concedir el doctorat en 1953, a la mateixa universitat de Ginebra.
En l'estiu de 1948, es va casar amb David Danon i el 1951, va néixer la seva filla, Daphna. Quan Daphna tenia divuit mesos d'edat i Mathilde Krim va finalitzar els seus estudis, es va traslladar amb la seva família a Israel.
El matrimoni no va prosperar i l'any 1953, gràcies a les seves habilitats en micrografia de l'electró, va trobar una feina com a assistenta d'investigació a l'Institut Weizmann de Ciències a Rehobot.
El 1957 va conèixer a Arthur B. Krim, un advocat de Nova York, amb qui es va casar el 1958, fet que va fer que l'any següent es traslladés als Estats Units d'Amèrica. Mathilde Krim va ser un membre actiu del moviment de resistència jueva Irgun, encapçalat per Menachem Begin, abans de la independència d'Israel, i va ser molt activa en la recollida de donacions per a Israel.

## Investigació
La seva carrera investigadora, s'inicia al principi de la seva carrera universitària, on el seu professor, embriòleg d'invertebrats, Émile Guyenot va quedar impressionat amb la seva habilitat tècnica i experimental, i la va convidar a ser ajudant en el seu laboratori. De 1953 a 1959, va continuar amb la investigació en citogenètica i virus causants de càncer a l'Institut de Ciència Weizmann, on va ser membre de l'equip que primer va desenvolupar un mètode per a la determinació prenatal del sexe.
Uns mesos després de traslladar-se a Nova York, el 1958, va començar a treballar com a part d'un equip de recerca de la Cornell Medical College. Posteriorment, el 1962 es va convertir en científica investigadora a l'Institut Sloan-Kettering per a la Investigació del càncer, també a Nova York. Va dedicar-se a investigar la família de les substàncies naturals, els interferons que en aquell moment es pensava que tenien un gran potencial com a cura per a diversos tipus de càncer, així com per a altres malalties.
Entre el 1981 i el 1985, va ser directora del seu laboratori d'interferó. Va ocupar el càrrec de professora adjunta de Salut Pública i Administració de l'Escola Mailman de Salut Pública de la Universitat de Colúmbia.
Recerca i Educació sobre la Sida
Poc després que es reportessin els primers casos de SIDA el 1981, Mathilde Krim va reconèixer que aquesta nova malaltia plantejava qüestions científiques i mèdiques greus i que podria tenir importants conseqüències sociopolítiques. Es va dedicar a augmentar la consciència del públic sobre la SIDA i per a una millor comprensió de la seva causa, les seves maneres de transmissió, i el seu patró epidemiològic.

## Reconeixement
Krim té 16 doctorats honoris causa i ha rebut nombrosos honors i distincions. L'agost de 2000, va ser guardonada amb la Medalla Presidencial de la Llibertat, l'honor civil més alt als Estats Units d'Amèrica, en reconeixement de la seva "extraordinària compassió i compromís". El 2003 va rebre el Premi a la més gran de servei públic en benefici dels desfavorits, un premi atorgat anualment per Jefferson Awards.